# Volkswagen Challenger 2001
Il Volkswagen Challenger 2001 è stato un torneo di tennis facente parte della categoria ATP Challenger Series nell'ambito dell'ATP Challenger Series 2001. Il torneo si è giocato a Wolfsburg in Germania dal 19 al 25 febbraio 2001 su campi in sintetico indoor.

## Vincitori

### Singolare
Jarkko Nieminen ha battuto in finale  Andy Fahlke 3–6, 6–2, 7–5

### Doppio
Robert Lindstedt /  Fredrik Loven hanno battuto in finale  Jan Boruszewski /  Markus Menzler con il punteggio di 7–6(6), 6(7)–7, 6–4